# Condado de Vilas
El condado de Vilas (en inglés: Vilas County), fundado en 1893, es uno de 72 condados del estado estadounidense de Wisconsin. En el año 2008, el condado tenía una población de 21.033 habitantes y una densidad poblacional de 9 personas por km². La sede del condado es Eagle River. El condado recibe su nombre en honor a William Freeman Vilas.

## Geografía
Según la Oficina del Censo, el condado tiene un área total de 2.636 km², de la cual 2.263 km² es tierra y 373 km² (14,16%) es agua.

### Condados adyacentes
- Condado de Gogebic, Míchigan (norte)
- Condado de Iron, Míchigan (noreste)
- Condado de Forest (sureste)
- Condado de Oneida (sur)
- Condado de Price (suroeste)
- Condado de Rock (oeste)
- Condado de Jefferson (noroeste)
- Condado de Iron (oeste)

## Demografía
| 1930  | 1970   | 1980   | 1990   | 2000   |
| ----- | ------ | ------ | ------ | ------ |
| 7.294 | 10.958 | 16.538 | 17.707 | 21.033 |

En el censo de 2000, había 21.033 personas, 9.066 hogares y 6.300 familias residiendo en el condado. La densidad poblacional era de 9 personas por km². En el 2000 había 22.397 unidades habitacionales en una densidad de 10 por km². La demografía del condado era de 89,69% blancos, 0,20% afroamericanos, 9,08% amerindios, 0,18% asiáticos, 0,01% isleños del Pacífico, 0,19% de otras razas y 0,65% de dos o más razas. 0,86% de la población era de origen hispano o latino de cualquier raza.

## Localidades

### Ciudades
- Eagle River

### Pueblos
- Arbor Vitae
- Boulder Junction
- Cloverland
- Conover
- Lac du Flambeau
- Land O' Lakes
- Lincoln
- Manitowish Waters
- Phelps
- Plum Lake
- Presque Isle
- St. Germain
- Washington
- Winchester

### Lugares designados por el censo
- Lac du Flambeau (CDP)

### Áreas no incorporadas
- Land O' Lakes
- Sayner
- Star Lake